# Cordón Barros Arana
Cordón Barros Arana är en bergskedja i Chile.   Den ligger i regionen Región de Antofagasta, i den norra delen av landet, 1 200 km norr om huvudstaden Santiago de Chile.
Trakten runt Cordón Barros Arana är ofruktbar med lite eller ingen växtlighet. Trakten runt Cordón Barros Arana är nära nog obefolkad, med mindre än två invånare per kvadratkilometer.